# Chaqueta Eisenhower

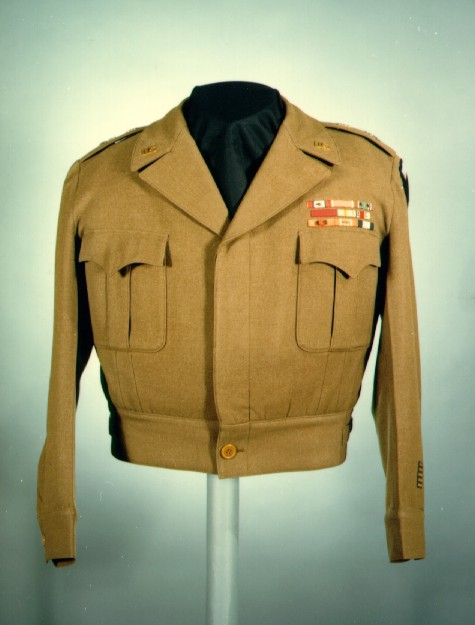
Chaqueta Eisenhower de la época de la Segunda Guerra Mundial usada por Dwight D. Eisenhower.

La chaqueta Eisenhower o chaqueta «Ike», oficialmente conocida como Chaqueta, de campo, de lana, de color verde oliva (Jacket, Field, Wool, Olive Drab, en inglés original) es un tipo de chaqueta hasta la cintura desarrollada para el Ejército de los Estados Unidos durante las últimas etapas de la Segunda Guerra Mundial y que lleva el nombre del general Dwight D. Eisenhower. Diseñada para usarse sola o como una capa aislante debajo de la chaqueta de campo M-1943 y sobre la camisa de franela de lana estándar y el suéter de lana, presentaba una espalda plisada, cintura ajustable, botones delanteros, bolsillos de fuelle en el pecho, bolsillos laterales de corte oblicuo y correas para los hombros.

## Antecedentes

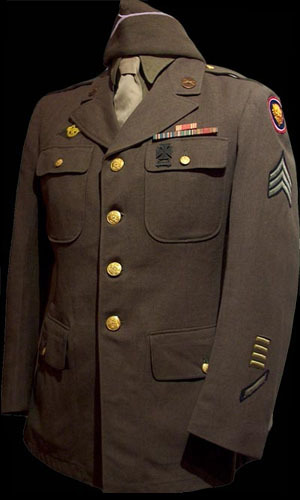
Abrigo de servicio multiusos entregado a los soldados alistados al comienzo de la Segunda Guerra Mundial.

Hasta finales de la década de 1930, el uniforme de campo del Ejército de los Estados Unidos consistía en una camisa y pantalones de franela de lana, una chaqueta de servicio hasta la mitad de la cadera que también se usaba como chaqueta y un abrigo de lana. Excepto por su cintura que presentaba un cinturón de cuero para los hombres alistados o un cinturón Sam Browne para los oficiales, la chaqueta de servicio de botonadura sencilla se parecía a un traje o chaqueta deportiva de la época; poco cambió el diseño desde mediados de la década de 1920; presentaba solapas con muescas y cuatro botones de latón desde el cuello abierto hasta la cintura con cinturón. Hecho de tela de lana, promocionaba dos bolsillos de parche con solapa y botones en el pecho y dos bolsillos de parche de estilo idéntico debajo de la cintura: sus cuatro bolsillos eran plisados o de fuelle.

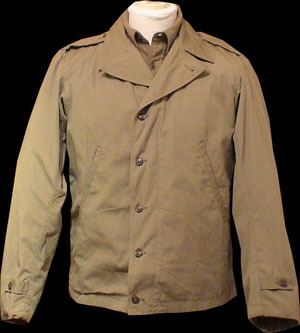
Chaqueta Parsons verde oliva.

Al descubrir que la chaqueta de servicio no era práctica para el uso en el campo, el Ejército comenzó un estudio de cuatro años en 1935 para desarrollar una chaqueta de combate más práctica y efectiva para reemplazar la chaqueta de servicio. La chaqueta de servicio finalmente se relegó al servicio de guarnición y desfile, y se simplificó para eliminar el cinturón por completo en el caso de los hombres alistados, o reemplazarlo con un cinturón de tela a juego para los oficiales.
En 1940, el Ejército adoptó el primer patrón de chaqueta de campo gris oliva o chaqueta Parsons, llamada así por el mayor general James K. Parsons, quien ayudó con su desarrollo. Este fue seguido rápidamente por un patrón actualizado, usando la misma nomenclatura. Diseñado y modelado simplemente a partir de un cortavientos civil hecho por John Rissman & Sons de Chicago, era una chaqueta impermeable corta con botones en el frente, una cintura ajustada y dos bolsillos delanteros con solapa y botones.

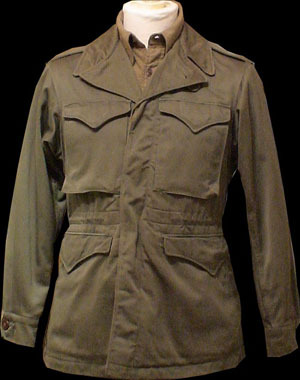
Chaqueta de campo M-1943.

En 1943, las escaramuzas de primera línea en el norte de África y Europa demostraron que la chaqueta Parsons era insuficiente y fue reemplazada por una chaqueta de campo completamente rediseñada. Elaborada en torno al principio de capas, la chaqueta M-1943 desarrollada por la Oficina del Intendente General (OQMG, por sus siglas en inglés) se convirtió en el componente básico de un uniforme de combate multiambiente para todas las estaciones y combate en cualquier parte del mundo. El Comando de Transporte Aéreo (ATC, por sus siglas en inglés) recomendó el desarrollo de una chaqueta de campo de lana hasta la cintura que pudiera usarse debajo de la chaqueta M-1943 como una capa aislante adicional. Durante el otoño de 1943, la chaqueta prototipo delCuerpo Aéreo del Ejército se envió al Jefe de Intendencia del Teatro Europeo de Operaciones para su revisión y posible adopción por parte del comandante general Dwight D. Eisenhower.
Eisenhower ya había solicitado un estilo recortado en la cintura debido a su apreciación de la funcionalidad de la chaqueta British Battledress. Según Carlo D'Este, citando un relato de un testigo presencial de James Parton, mientras visitaba el VII Comando de Bombarderos en Inglaterra en 1942, Eisenhower admiró abiertamente una chaqueta de uniforme que usaba el general de división Ira C. Eaker. Eaker había hecho especialmente la chaqueta a través de un sastre de Londres, siguiendo el modelo del traje estándar de las fuerzas armadas británicas. Le dio a Eisenhower la chaqueta, que le quedaba bien. A partir de entonces, Eisenhower hizo fabricar chaquetas similares con el mismo estilo. D'Este le da crédito a Eaker por crear la chaqueta Eisenhower.

## Diseño y confección

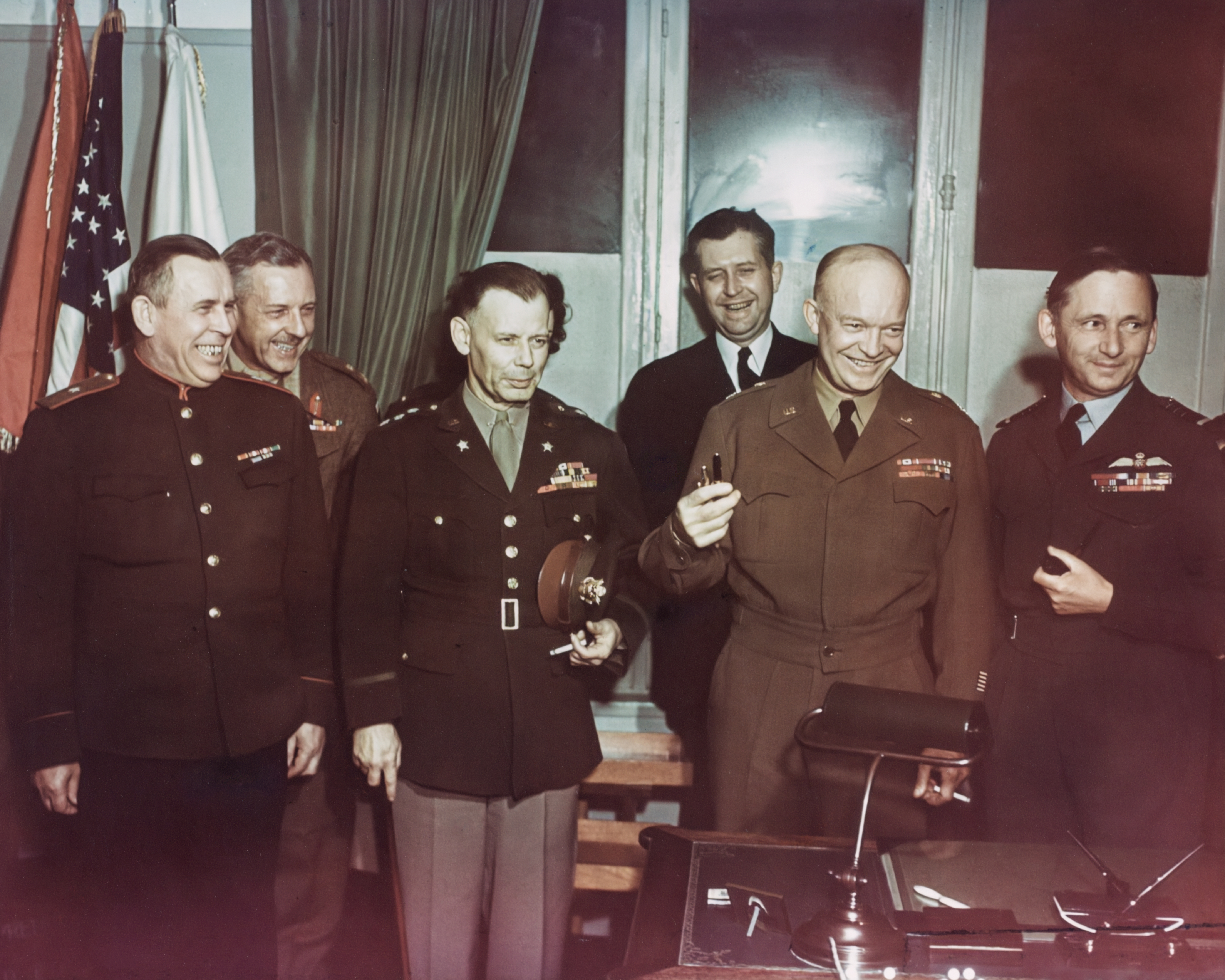
Eisenhower, con su chaqueta M44, acompañado de algunos comandantes aliados tras la firma del documento de rendición alemana en Reims.

La chaqueta que surgió era hasta la cintura y estaba hecha de sarga de lana verde oliva de 18 onzas. Presentaba solapas con muescas, un «cuello de tormenta» que se podía cerrar, botones delanteros sin enganches y bolsillos de fuelle en el pecho con solapa, correas para los hombros para sujetar el equipo y mangas espaciosas para acomodar capas aislantes.
Los botones de los puños escalonados se ajustaban para usar capas o permitían un ajuste holgado en condiciones más cálidas, al igual que las hebillas de cintura ajustables. Un par de pliegues «action-back» que se extienden desde el hombro hasta la cintura, brindaban libertad de movimiento con un ajuste fino. Diseñada para usarse solo o debajo de la chaqueta M-1943, la chaqueta Ike, fue clasificada de serie estándar en noviembre de 1944 y, además, se designó como el uniforme de gala y desfile del Ejército.
Según Paul Fussell, «Eisenhower tenía una reputación entre sus tropas como un hombre eminentemente decente, amistoso y comprensivo», una admiración que Eisenhower elevó aún más, dice Fussell, al tener la valentía de descansar casualmente sus manos dentro de los bolsillos y «violar el mandato sagrado del Ejército». Esa anécdota, dice Fussell, explica por qué Eisenhower se negó a adornar su chaqueta personal con botones dorados: consideraba su chaqueta como el uniforme de combate de cualquier guerrero. Eisenhower murió en 1969 y fue enterrado vestido con su famosa chaqueta corta verde.

## Cuerpo de Marines de Estados Unidos y la chaqueta Vandegrift
Después de la Campaña de Guadalcanal, la 1.ª División de Marines bajo el mando del mayor general Alexander Vandegrift fue enviada al clima más fresco de Melbourne, Australia. Como los marines solo tenían sus uniformes de verano utilitarios y de color tostado, se les entregaron trajes de combate ejército australiano y los marines llamaron a la chaqueta corta «chaqueta Vandegrift». En diciembre de 1944 se entregó una versión verde bosque fabricada en Estados Unidos a los oficiales y a los marines alistados en agosto de 1945.

## Rediseños y adaptaciones posteriores a la Segunda Guerra Mundial

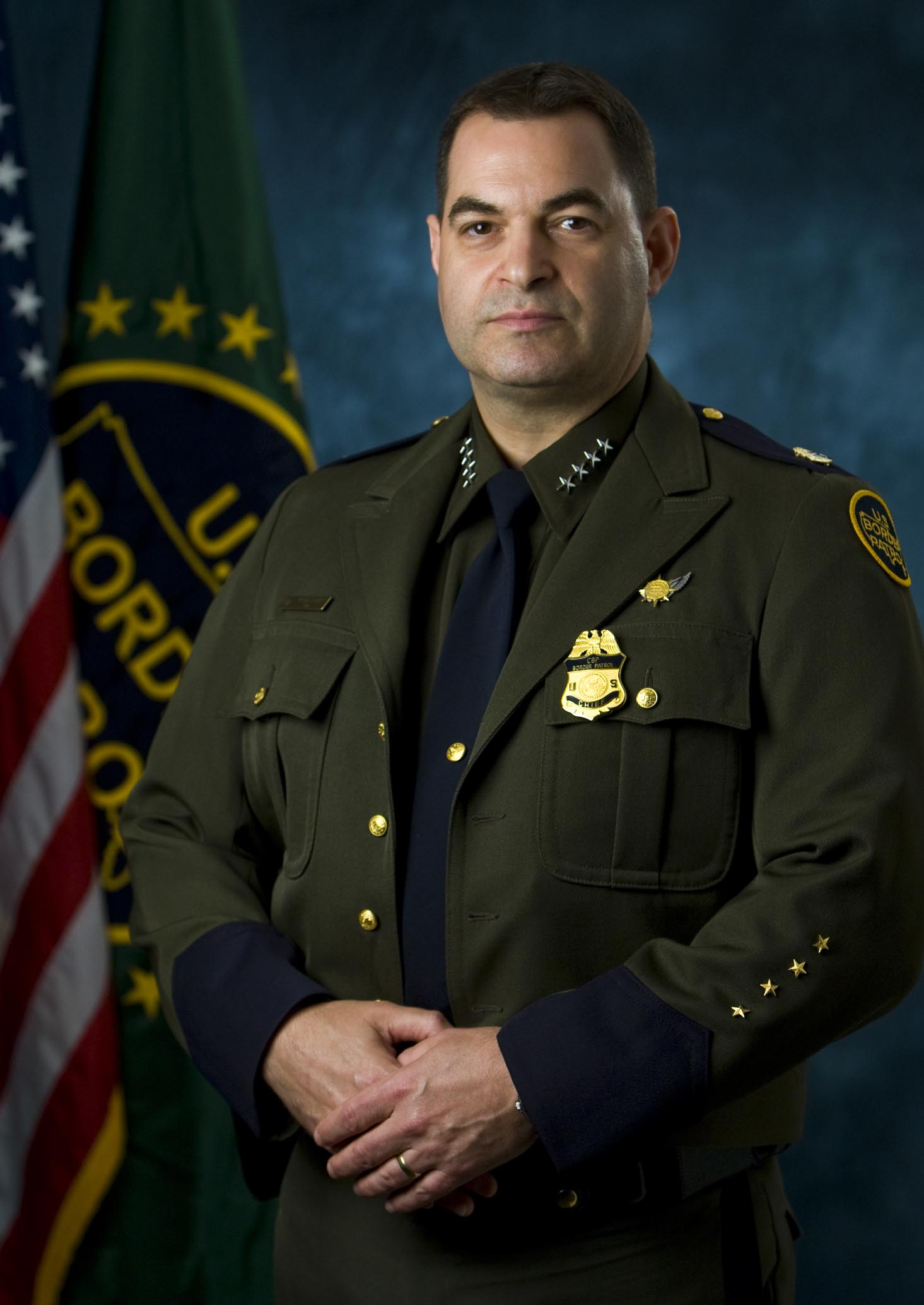
El exjefe de la Patrulla Fronteriza de Estados Unidos Michael J. Fisher con la versión de la Patrulla Fronteriza de la chaqueta Ike con solapa de pico.

En 1947, el ejército introdujo una versión más ajustada a la medida de la chaqueta Eisenhower que se designó únicamente como uniforme de gala y de desfile; la chaqueta se modificó de nuevo en 1950 sin puños con botones. Con la posterior introducción del uniforme de servicio «verde militar» en 1957, la chaqueta Ike empezó a desaparecer gradualmente en el ámbito nacional, pero seguía siendo una opción de uniforme para las tropas estacionadas en teatros internacionales, pero no en formación.
En 1949, la Fuerza Aérea de los Estados Unidos (USAF, por sus siglas en inglés), que se había escindido como un arma separada en 1947, incluyó una chaqueta Eisenhower en su nuevo color de uniforme azul de la Fuerza Aérea; permaneció en uso por la USAF hasta que se retiró en 1964.
Gracias a su mayor comodidad y la facilidad sin obstrucciones que ofrecía al operar un vehículo o blandir un arma, el diseño de la chaqueta Ike se convirtió en un elemento básico popular del uniforme después de la Segunda Guerra Mundial entre las agencias policiales federales y estatales, así como con un sinnúmero de autoridades municipales y departamentos de policía civil en los Estados Unidos.[cita requerida]
Hasta el día de hoy, los uniformes de la Patrulla Fronteriza de los Estados Unidos, junto con la mayoría de las agencias aliadas dentro de su departamento más amplio, la Agencia de Aduanas y Protección Fronteriza de los Estados Unidos (USCBPA, por sus siglas en inglés) y el Servicio de Parques Nacionales (NPS, por sus siglas en inglés), tienen una chaqueta de vestir que es casi idéntica a la chaqueta Ike original.